# قبر يوسف

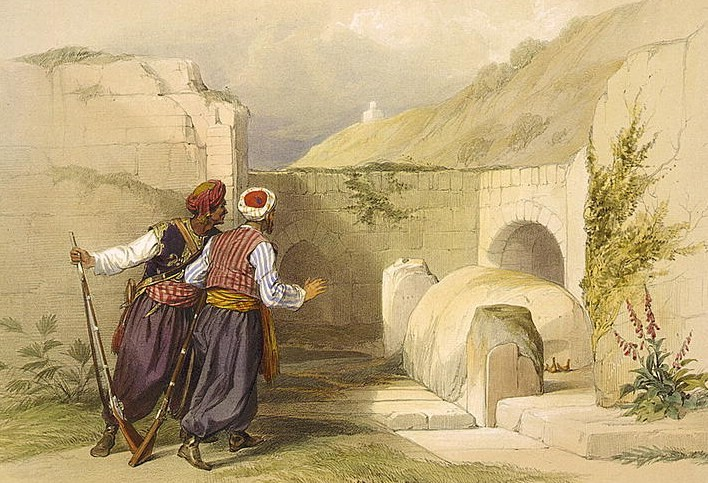
رسم للقبر سنة 1839

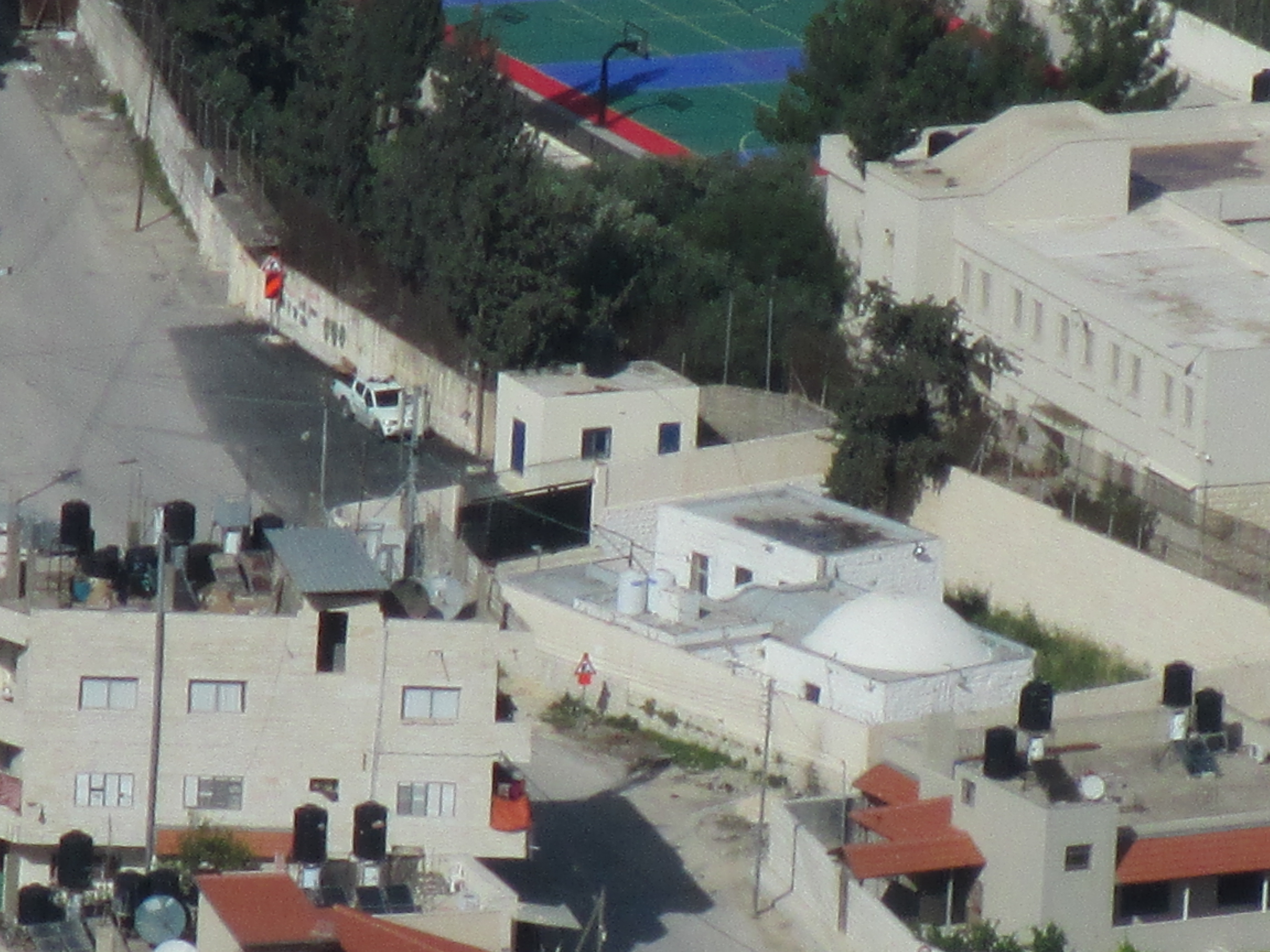
القبر، 2016

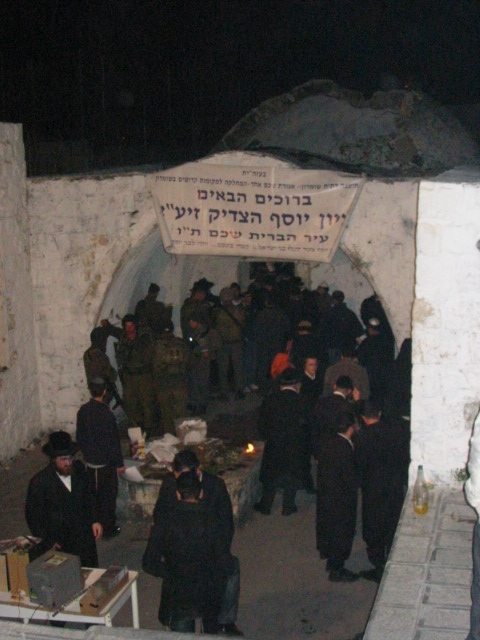
جنود ومستوطنون صهاينة يقتحمون القبر، 2009

قبر يوسف هو قبرأثري في فلسطين، شمال غرب كنيسة يعقوب والى جوار تل بلاطة الأثري في منطقة بلاطة البلد شرقي مدينة نابلس في الضفة الغربية المحتلة، على مقربة من مخيمي بلاطة وعسكر للاجئين الفلسطينيين. تتباين الآراء حول كونه قبراً للنبي يوسف بن يعقوب. ولكن القبر أصبح يعتبر مقاماً مقدساً لدى اليهود منذ احتلال الضفة الغربية في عام 1967م، حيث تشير معتقدات يهودية إن عظام يوسف أحضرت من مصر ودفنت في هذا المكان التابع لمدينة شخيم القديمة، الواقعة في شرق مدينة نابلس الحالية. يعتقد بعض علماء الآثار أن عمر القبر لا يتجاوز بضعة قرون، وأنه مقام لشيخ مسلم اسمه يوسف الدويكات عاش حياته وتوفى أثناء الدولة العثمانية. أما على الجانب المسيحي فتشير بطريركية الروم الأرثوذكس إلى ان قبر النبي يوسف موجود في مصر وتنفي نقل عظامه إلى فلسطين.

## ادعاءات إسرائيلية ونفي فلسطيني
يشير موقع «قبر يوسف» الإسرائيلي إلى أن قبر يوسف هو مكان الدفن الوحيد الموصوف بالتفصيل في الكتاب المقدس. يقع قبر يوسف في سهل على بعد 100 متر إلى الشرق من بقايا ضخمة من البوابة الشرقية لمدينة شخيم الكنعانية. وتشير الرواية الإسرائيلية إلى أن يوشع بن نون تلى في العاشر من نيسان من عام 2000 قبل الميلاد «البركة واللعنة» على جبلي جرزيم عيبال، وان اليهود رعوا المكان لحوالي 700 عام حتى تدمير القبائل العشر. تتحدث الرواية الإسرائيلية عن وجود يهودي متواصل في المكان منذ عام 1300 الميلادي وحتى مطلع القرن العشرين حيث تضاءل عدد اليهود في نابلس عام 1906، وأن جميع الحجاج كانوا يزورون المكان الذي يقع على الطريق الرئيسي من القدس إلى الجليل. وفي عام 1894، بنى السلطان العثماني بتبرعه الخاص الهيكل الحالي على قبر يوسف، ثم بنيت غرف إضافية في عيد جلوس السلطان، وفي عام 1957، عدّته السلطات الأردنية مكاناً مقدساً.
ينفي الفلسطينيون الرواية الإسرائيلية كلياً، ويشيرون إلى أن البناء فوق القبر يعود إلى العصر العثماني، حيث شيد عام 1904 على ضريح رجل دين كان يدعى يوسف دويكات، قدم إلى المنطقة، وقد كان مزاراً للمسلمين، خاصة للطوائف الصوفية التي أقامت طقوساً خاصة كختان المواليد، ويشير أساتذة التاريخ في جامعة النجاح أن الناس سابقاً كانوا يطلقون أسماء الأنبياء على المقامات تقديساً لهم ليس أكثر، وأن المقام وقف إسلامي مسجل في الأرشيف العثماني، ولا دخل لليهود فيه، حيث تنتشر في فلسطين وبلاد الشام المقامات كثيرًا، وبحسب الروايات يعود عمر القبر إلى 200 عام ليس أكثر. وكان المسلمون في الماضي يرتادون المكان للتبرك وتقديم النذور، والموقع أثر إسلامي مسجل لدى دائرة الأوقاف الإسلامية وكان قبل الاحتلال الإسرائيلي مسجداً وفيه مدرسة.

## اختلاف الروايات الإسلامية حول مكان وجود قبر يوسف
تتمثل الرواية الأولى فيما ذكره الرحالة ابن بطوطة أنه دخل إلى الغار الذي عند قبر سارة، وبجانبه قبر إبراهيم عليه السلام، ثُمّ دخل المسجد وصلى فيه، وبداخله يوجد قبر النبيّ يوسف عليه السلام.
اما الرواية الثانية تقول أنه موجود في مدينة نابلس، حيث ذكرت بعض الروايات مُنذ القرن الرابع الميلاديّ أن قبر يوسف -عليه السلام- يقع في مدينة نابلس على بُعد ألف ياردةٍ إلى الشمال من بئر يعقوب، وهذا ما أكده جبر خضير في كتابه المقامات والمازارات في نابلس «يقع مقامهُ - أي سيدنا يوسف - على أرضٍ مُرتفعة شرق نابلس في قريةٍ تُسمى بلاطة».

## قبر يوسف بعد الاحتلال الإسرائيلي
منذ احتلال إسرائيل الضفة الغربية عام 1976 أصبح «القبر» وجهة دائمة للمستوطنين للصلاة فيه وإقامة الطقوس الدينية، وفي عام 1976 أقام الجيش الإسرائيلي نقطة عسكرية دائمة عند المقام، وافتتحت فيه عام 1984 مدرسة «أود يوسف تشاي» التوراتية، وفي عام 1988 حاول المستوطنون توسيع سيطرتهم على المكان، وفي عام 1990 أقيمت في داخله بؤرة استيطانية.
شهد محيط قبر يوسف طوال السنوات السابقة صدامات دامية قتل فيها عدد كبير من الإسرائيليين والفلسطينيين أبرزها في العام 1996 عندما اشتبك الأمن الفلسطيني مع الجنود الإسرائيليين وسقط آنذاك قتلى من الطرفين، فيما يعرف بـ«هبة النفق» ، في بداية الانتفاضة الثانية عام 2000 وقعت اشتباكات عنيفة في محيط المقام بين الفلسطينيين والجيش الإسرائيلي أدت إلى سقوط شهداء فلسطينيين، وقتلى في صفوف الجيش. واضطر الإسرائيليون للانسحاب من المقام، وقام شبان فلسطينيون غاضبون بتدمير أجزاء من القبر، لكن السلطة الفلسطينية قامت بترميمه فيما بعد. وتكرر ذلك في عام 2015 حيث أحرق فلسطينيون المبنى ورفعوا العلم الفلسطيني عليه رداً على اقتحامات المستوطنين المتكررة في المسجد الأقصى، ثم رممت السلطة الفلسطينية المقام من جديد وفرضت إجراءات أمنية مشددة في محيطه. وفي عام 2022 أعاد الجيش الإسرائيلي ترميم القبر بعد أن اقتحمه شبان فلسطينيون وكسروا حجارته احتجاجًا على اعتداءات الجيش على مدن الضفة الغربية.
ومنذ ذلك الحين يخضع المكان للسلطة الفلسطينية، غير أنه ظل نقطة صراع دائمة. وشكّل «قبر يوسف»، خلال السنوات الأخيرة، عنوان صراع بين الفلسطينيين والإسرائيليين، وأسبوعياً يؤدي مئات المستوطنين طقوساً دينية في المقام بعد اقتحامه بحماية من الجيش الإسرائيلي ليلًا.

### التغييرات الإسرائيلية في المكان
تذكر وزارة السياحة والآثار الفلسطينية أن المستوطنين أحدثوا تغييرات متعددة داخل القبر، كان أبرزها عام 2003 عندما غيروا وجهة القبر، وعام 2011 أحضر المستوطنون حجارة كبيرة تقلّها شاحنات، وأدخلوها إلى القبر، أما في عام 2021 بنوا أدراجًا سرّية تؤدي إلى أسفل القبر، ومغطسًا (حفرة تملأ بالماء) طقوسياً.
تنص الاتفاقيات الموقعة بين الفلسطينيين والإسرائيليين، أن مقام يوسف هو مقام تاريخي أثري مفتوح لجميع أصحاب الديانات والمؤمنين لزيارته بإشراف وتنسيق السلطة الفلسطينية، وأن هذا ينطبق على الإسرائيليين بمن فيهم المستوطنون.